# 3 in jazz
3 in jazz is een verzamelalbum met muziek van drie verschillende musici en evenzoveel stromingen binnen de jazzwereld.

## Musici

### Gary Burton
Burton nam de tracks 1, 2, 7 en 8 onder leiding van Joe Reisman  op in Los Angeles op 14 februari 1963 met de volgende musici:
- Gary Burton – vibrafoon
- Jack Sheldon – trompet
- Monty Budwig – contrabas
- Vernel Fournier – drumstel

### Sonny Rollins
Rollins nam de tracks 3, 4, en 9 onder leiding van  George Avakian op in New York op 20 februari 1963 met de volgende musici:
- Sonny Rollins – tenorsaxofoon
- Don Cherry – kornet
- Henry Grimes – contrabas
- Billy Higgins – drumstel

### Clark Terry
Terry, die zowel voor Duke Ellington als Count Basie heeft gespeeld, nam de tracks 5, 6, 10 en 11 onder leiding van  George Avakian op in New York op 11 maart 1963 met de volgende musici:
- Clark Terry – trompet, flugelhorn
- Hank Jones – piano
- Milt Hilton – contrabas
- Osie Johnson – drumstel
- Willie Rodriguez – bongos, congas (alleen tracks 5 en 11)

## Muziek
| Nr. | Titel                                                       | Duur |
| --- | ----------------------------------------------------------- | ---- |
| 1.  | Hello, young lovers (Oscar Hammerstien II, Richard Rodgers) | 2:54 |
| 2.  | Gentle wind and falling tear (Gary Burton)                  | 2:52 |
| 3.  | You are my lucky star (Nacio Herb Brown, Arthur Freed)      | 3:40 |
| 4.  | I could write abook (Lorenz Hart, Richard Rodgers)          | 3:10 |
| 5.  | Sounds of the night (Gerald Fried, Johnny Mercer)           | 2:58 |
| 6.  | Cielito lindo (traditional)                                 | 2:25 |
| 7.  | Stella by starlight (Ned Washington, Victor Young)          | 3:08 |
| 8.  | Blue comedy (Mike Gibbs)                                    | 2:56 |
| 9.  | There Will Never Be Another You (Mack Gordon, Harry Warren) | 5:34 |
| 10. | Blues tonight (Clark Terry)                                 | 2:29 |
| 11. | When my dreamboat comes home (Dave Franklin, Cliff Friend)  | 2:29 |